# Aldehuela de Liestos
Aldehuela de Liestos là một đô thị ở tỉnh Zaragoza, Aragon, Tây Ban Nha. Theo điều tra dân số 2004 của Viện thống kê Tây Ban Nha (INE), đô thị này có dân số là 33 người. Diện tích đô thị này là 38 ki-lô-mét vuông. Đô thị này nằm ở độ cao 980 m trên mực nước biển, cách tỉnh lỵ Zaragoza 112 km.